# Гвинея на летних Олимпийских играх 1988
Гвинея принимала участие в Летних Олимпийских играх 1988 года в Сеуле (Республика Корея) в четвёртый раз за свою историю, но не завоевала ни одной медали. Страну представляли 6 спортсменов, принимавших участие в соревнованиях по боксу, вольной борьбе и лёгкой атлетике.

## Бокс
Спортсменов — 2
| Спортсмен    | Категория | 1/32 финала            | 1/16 финала          | 1/8 финала           | 1/4 финала           | Полуфинал            | Финал                |
| Спортсмен    | Категория | Соперник и результат   | Соперник и результат | Соперник и результат | Соперник и результат | Соперник и результат | Соперник и результат |
| ------------ | --------- | ---------------------- | -------------------- | -------------------- | -------------------- | -------------------- | -------------------- |
| Самба Диалло | 54 кг     | Фелипе Ньевес Пор 0:5  | Не прошёл            | Не прошёл            | Не прошёл            | Не прошёл            | Не прошёл            |
| Серинье Фалл | 57 кг     | Ярмо Эскелинен Пор 0:5 | Не прошёл            | Не прошёл            | Не прошёл            | Не прошёл            | Не прошёл            |

## Борьба
Спортсменов — 2
Вольный стиль
| Спортсмен     | Категория | 1 раунд               | 2 раунд                   | 3 раунд                | 4 раунд              | 5 раунд              | 6 раунд              | 7 раунд              | Финалы               |
| Спортсмен     | Категория | Соперник и результат  | Соперник и результат      | Соперник и результат   | Соперник и результат | Соперник и результат | Соперник и результат | Соперник и результат | Соперник и результат |
| ------------- | --------- | --------------------- | ------------------------- | ---------------------- | -------------------- | -------------------- | -------------------- | -------------------- | -------------------- |
| Ушан Диалло   | 52 кг     | Шабан Трстена Пор 0:4 | Валентин Йорданов Пор 0:4 | Не прошёл              | Не прошёл            | Не прошёл            | Не прошёл            | Не прошёл            | Не прошёл            |
| Мамаду Диалло | 74 кг     | Нареш Кумар Пор 0:3   | Джибрил Диуф Поб 3:0      | Уве Вестендорф Пор 0:4 | Не прошёл            | Не прошёл            | Не прошёл            | Не прошёл            | Не прошёл            |

## Лёгкая атлетика
Спортсменов — 2
Мужчины
| Спортсмен  | Вид     | Забег     | Забег | Четвертьфинал | Четвертьфинал | Полуфинал | Полуфинал | Финал     | Финал     |
| Спортсмен  | Вид     | Результат | Место | Результат     | Место         | Результат | Место     | Результат | Место     |
| ---------- | ------- | --------- | ----- | ------------- | ------------- | --------- | --------- | --------- | --------- |
| Робер Луа  | 100 м   | 11,20     | 6     | Не прошёл     | Не прошёл     | Не прошёл | Не прошёл | Не прошёл | Не прошёл |
| Робер Луа  | 200 м   | 22,78     | 6     | Не прошёл     | Не прошёл     | Не прошёл | Не прошёл | Не прошёл | Не прошёл |
| Алассан Ба | Марафон |           |       |               |               |           |           | 3:06.27   | 96        |